# Gonia microcera
Gonia microcera là một loài ruồi trong họ Tachinidae.